# إنفيرنو مونتيليوني (بافيا)
إنفيرنو مونتيليوني (بالإيطالية: Inverno e Monteleone) هي بلدة تقع في مقاطعة بافيا بإقليم لومبارديا في شمال إيطاليا. تبلغ مساحة هذه المدينة 9.6 (كم²)، وترتفع عن سطح البحر م، بلغ عدد سكانها 1110 نسمة في عام 2004 حسب إحصاء المعهد الوطني للإحصاء.

## السكان
في سنة 1861 بلغ عدد السكان 1٬703 نسمة، وتطور العدد ليصل في سنة 2011 لـ 1٬390 نسمة.
يظهر هذا المخطط البياني تطور النمو السكاني لـ إنفيرنو مونتيليوني (بافيا)